# FTSE
FTSEインターナショナル（フッツィー（[ˈfʊtsiː] FUUT-see）インターナショナル、英: FTSE Internatinal,Ltd.）は、イギリス・ロンドンに拠点を置き、株価指数（インデックス）の算出・管理や、関連する金融データの提供サービスを行う企業。アメリカのS&Pダウ・ジョーンズやMSCIなどととも世界的に著名な株価指数算出企業である。FTSEインターナショナルの子会社を含める場合は、FTSEグループ（英: FTSE Group）と呼ぶ。
フィナンシャル・タイムズ（FT）の親会社であったピアソンがFTSEインターナショナルの過半数の株式を所有していたが、2011年12月に売却、以降はロンドン証券取引所グループ（LSEグループ）の子会社に位置付けられている。
2015年5月以降、FTSE Russellのブランドネーム（トレードネーム・商標）で事業を展開しており、ロンドン証券取引所グループが2014年に買収したFrank Russell Companyとのジョイント事業の形態を採用している。

## 提供サービス
FTSEが算出するインデックスは、幅広い資産クラスを対象とし、時価総額に連動する標準的なインデックスに加え、投資戦略型のカスタマイズされたインデックスの提供も行っている。FTSEのインデックスは、投資分析、パフォーマンス測定、資産配分、ポートフォリオのヘッジのほか、様々なインデックス・デリバティブ、ファンド、上場投資信託（ETF）やその他の仕組み商品の開発などの目的のために、世界の投資家に広く用いられている。
FTSEのグローバルなインデックスや、地域別、国別、セクター別インデックスの基礎となっているのは、FTSEグローバル株式インデックス・シリーズ（英: FTSE Global Equity Index Series (GEIS)）であり、同シリーズのグローバル・オールキャップ・インデックス（英: FTSE Global All Cap Index）は、大型・中型株から小型株まで含む48ヵ国の約7,400銘柄以上で構成され、世界の投資可能時価総額の98%をカバーしている。FTSEの主要なグローバル・ベンチマークであるFTSE All-World Indexは、国際的な株式ポートフォリオの構築やベンチマークを目的に、世界の投資家に利用されている。
ロンドン証券取引所に加えて、世界の多くの取引所が、国内インデックスの算出にFTSEの提供するサービスを利用している。例として、アテネ証券取引所、ボルサス・イ・メルカードス・エスパニョーレス、イタリア証券取引所、マレーシア証券取引所、カサブランカ証券取引所、キプロス証券取引所、IDX、JSE、LSE、NASDAQドバイ、NYSEユーロネクスト、PSE、SGX、タイ証券取引所、台湾証券取引所などが挙げられる。
| FTSE (QFA)      |        |
| --------------- | ------ |
| 両替:           | EUREID |
| セクタ:         | 索引   |
| ティックサイズ: | 0.5    |
| ティック値:     | 5 GBP  |
| BPV:            | 10     |
| 宗派:           | GBP    |
| 小数点以下:     | 1      |

## オフィス
主要拠点はロンドン・ニューヨーク・香港・東京（赤坂Bizタワー）。このほか、南北アメリカとヨーロッパ・アジア各地にオフィスを持つ。

## 指数
グローバルインデックスシリーズ
- FTSE Global Equity Index Series
- FTSE All-World index series
- FTSE Developed Europe Index
- FTSE世界国債インデックス

各国インデックス
- FTSE100種総合株価指数
- FTSE250種総合株価指数
- FTSE350種総合株価指数
- FTSE MIB指数
- FTSE/JSE All-Share Index
- FTSE Bursa Malaysia KLCI
- ストレーツ・タイムス指数